# Powers (fumetto)
Powers è una serie a fumetti statunitense, scritta da Brian Michael Bendis, disegnata da Michael Avon Oeming e pubblicata dal 2000 al 2004 da Image Comics. La serie è distribuita per l'etichetta "Jinxworld", fondata dallo stesso Bendis per radunare le opere creator-owned da lui prodotte. Dal 2004 al 2017 le serie Jinxworld (tra cui Powers) vengono pubblicate dalla Icon Comics, imprint della Marvel Comics. Dal 2018 Powers è distribuita dalla DC Comics in seguito al passaggio dell'autore dalla Marvel alla storica rivale, annunciato nel 2017. 
La serie è ambientata in un mondo in cui i supereroi esistono ma non sono sempre presenti. I protagonisti sono due detective, Christian Walker e Deena Pilgrim, agenti di polizia in un dipartimento della omicidi che si occupa di casi riguardanti i "poteri": Walker era anche lui un supereroe, chiamato Diamond, ma divenne un agente di polizia dopo aver perso i propri poteri.

## Storia editoriale

### Periodo DC Comics (dal 2018)
Nel 2017 Brian Michael Bendis firma un contratto in esclusiva con la DC Comics che lo vedrà impegnato sui supereroi dell'universo supereroistico dello storica casa editrice. Il suo debutto su una serie regolare avviene infatti per l'iconico Superman. Gli accordi tra Bendis e la DC prevedono inoltre il passaggio dell'intero catalogo del "Jinxworld" sotto il nuovo editore che ne cura il marketing e la distribuzione. Il Jinxworld diviene quindi un imprint DC le cui opere sono pubblicizzate all'interno della rivista ufficiale DC Previews. Oltre alla ristampa di tutto il materiale uscito in precedenza (dal 2000 in poi) su Powers nel format "Trade Paperback", è prevista la continuazione della saga della coppia Walker-Pilgrim, sempre disegnata dal co-creatore Michael Avon Oeming. Le nuove storie non sono però pubblicate con serie regolari come accaduto in precedenza, ma attraverso originali graphic novel in volumi cartonati. Il debutto avviene con l'opera Powers: The Best Ever HC, distribuito il 30 ottobre 2019.

## Premi
- Nel 2001 vince l'Eisner Comic Industry Awards come Miglior nuova serie regolare, o Best New Series in originale[3].

## Volumi pubblicati in Italia
(per i volumi non ancora tradotti si forniscono i dati dell'edizione americana)
| #  | Titolo (titolo originale)                                                                     | editore       | Anno          | ISBN               | Contiene                            |
| -- | --------------------------------------------------------------------------------------------- | ------------- | ------------- | ------------------ | ----------------------------------- |
| 1  | Chi ha ucciso Retro Girl? (Who Killed Retro Girl?)                                            | Magic Press   | 2005 (2. ed.) | 88-87006-17-2      | Powers #1–6                         |
| 2  | Giochi di ruolo (Roleplay)                                                                    | Magic Press   | 2003          | 88-87006-40-7      | Powers #8–11                        |
| 3  | Piccole morti (Little Deaths)                                                                 | Magic Press   | 2004          | 88-87006-80-6      | Powers #7, #12–14, Powers Annual #1 |
| 4  | Supergruppo (Supergroup)                                                                      | Magic Press   | 2005          | 88-7759-039-4      | Powers #15–20                       |
| 5  | Anarchia (Anarchy)                                                                            | Magic Press   | 2009          | 978-88-6589-004-2  | Powers #21–24                       |
| 6  | Venduti (The Sellouts)                                                                        | Panini Comics | 2010          | 978-88-6346-560-0  | Powers #25–30                       |
| 7  | Per sempre (Forever)                                                                          | Panini Comics | 2010          | 978-88-6589-004-2  | Powers #31–37                       |
| 8  | Leggende (Legends)                                                                            | Panini Comics | 2011          | 978-88-6589-004-2  | Powers Vol. 2 #1–6                  |
| 9  | Psicotico (Psychotic)                                                                         | Panini Comics | 2011          | 978-88-6589-026-4  | Powers Vol. 2 #7–12                 |
| 10 | Cosmico (Cosmic)                                                                              | Panini Comics | 2011          | 978-88-6589-236-7  | Powers Vol. 2 #13–18                |
| 11 | Identità segreta (Secret identity)                                                            | Panini Comics | 2011          | 978-88-6589-408-8  | Powers Vol. 2 #19–24                |
| 12 | I 25 supereroi morti più fighi di tutti i tempi (The 25 Coolest Dead Superheroes of all Time) | Panini Comics | 2012          | ISBN 9788865899007 | Powers Vol. 2 #25–30                |
| 13 | Z (Z)                                                                                         | Panini Comics | 2012          | 978-8863042979     | Powers Vol. 3 #1–6                  |
| 14 | Divinità (Gods)                                                                               | Panini Comics | 2013          | 978-8863047097     | Powers vol. 3 #7-11                 |
| 15 | Powers I Federali 1: Sotto copertura (Powers Bureau vol. 1: Undercover)                       | Panini Comics | 2014          | 978-8891204356     | Powers Bureau vol. 1 #1-6           |
| 16 | Powers I Federali 2: Icone (Powers Bureau vol. 2: Icons)                                      | Panini Comics | 2015          | 978-8891217714     | Powers Bureau vol. 1 #7-11          |

## Altri media
- Un adattamento televisivo della serie è stato prodotto e diffuso sul PlayStation Network nel 2015.